# Athetis singula
Athetis singula là một loài bướm đêm trong họ Noctuidae.